# Tell Shemshara
Tell Shemshara ou Shimshara est un site archéologique du nord-est de l'Irak, près du cours du Petit Zab. Ce site a été fouillé au cours des années 1950 par une équipe danoise, dirigée par les professeurs Jørgen Læssøe et Harald Ingholdt, puis une équipe iraqienne. Il a livré des niveaux du néolithique et de l'âge du bronze moyen, période durant laquelle la ville s'appelait Shusharra.
Les fouilles devaient se faire dans l'urgence, la région étant alors dans l'aire du futur réservoir du barrage de Dokan.

## Archives paléo-babyloniennes
Les tablettes retrouvées sur ce site sont de type administratif, et épistolaire : on a la correspondance du roi local, Kuwari. On y apprend que Shusharra était la capitale d'un royaume turukkéen, l'Utūm, vassal du royaume de Kunshum, lui-même vassal du royaume de l'Itapalhum, une des plus importantes entités politiques turukkéennes. Kuwari choisit pourtant de quitter cette organisation politique pour rallier le Royaume de Haute-Mésopotamie de Samsi-Addu d'Ekallatum quand celui-ci prend le contrôle d'une partie du pays turukkéen.
Ce choix a sans doute coûté cher à Kuwari, puisque Shusharra est détruite peu après, sans doute par Ladiya, un roi turukkéen qui s'est révolté contre Samsi-Addu. Une grande révolte se produit ensuite contre le roi d'Ekallatum. Shusharra est en tout cas abandonné à ce moment.